# Thesium occidentale
Thesium occidentale är en sandelträdsväxtart som beskrevs av Arthur William Hill. Thesium occidentale ingår i släktet spindelörter, och familjen sandelträdsväxter. Inga underarter finns listade i Catalogue of Life.